# Crocidura pergrisea
Crocidura pergrisea és una espècie de mamífer eulipotifle de la família de les musaranyes (Soricidae).

## Distribució geogràfica
És endèmica del Pakistan: Azad Kashmir.